# ۶۵۰ (میلادی)
۶۵۰ (میلادی) ششصد و پنجاهمین سال تقویم میلادی است.

## رویدادها[۱]
بر اساس مکان
اروپا
- خاقانات خزر از دنیپر تا دریای خزر امتداد دارد و شهر ایتیل را به عنوان پایتخت خود در ساحل خزر تأسیس می‌کند. در شمال، تا سرچشمه‌های ولگا امتداد دارد. حاکمان آنها دین یهود را می‌پذیرند، ظاهراً برای اینکه استقلال خود را از مسلمانان و مسیحیان اعلام کنند (تاریخ تقریبی).

- یک ارتش رشیدون به فرماندهی عبدالرحمن بن ربیعه توسط خزرها، در نزدیکی شهر بالانجار (قفقاز شمالی) نابود می‌شود. در طول نبرد، هر دو طرف از منجنیق علیه یکدیگر استفاده می‌کنند (تاریخ تقریبی).

بریتانیا
- مرسیایی‌ها به رهبری شاه پندا به سمت شرق آنگلیا حرکت می‌کنند، صومعه قلعه بورگ را نابود می‌کنند و شاه آنا را که احتمالاً به مگونزاته ( Magonsæte ) فرار می‌کند، بیرون می‌رانند (تاریخ تقریبی).

- شاه اوسویو ( Oswiu ) از برنیکا ( Bernicia ) به دنبال حمایت ایرلندی‌ها در برابر نیروهای پندا است. در ایرلند، او با فین، نوه شاه کولمن ریمید اوی نیل ( Colmán Rímid ) ، رابطه دارد (تاریخ تقریبی).

- شاه کلوتن از دیفد (جنوب ولز) با پرنسس سیندرچ از بریچینیوگ ازدواج می‌کند و دو پادشاهی را متحد می‌سازد (تاریخ تقریبی).

آسیا
- اولین پول کاغذی چینی منتشر شد، با این حال، این اسکناس‌ها تا زمان انتشار دولتی در استان سیچوان در دوران سلسله سونگ در سال 1024، توسط دولت منتشر نشدند و دولت مرکزی چین نیز در قرن دوازدهم از این اقدام پیروی کرد.

- به امپراتور کوتوکو یک قرقاول سفید هدیه داده می‌شود؛ او خوشحال می‌شود و نام دوره جدید ژاپنی (ننگو) را با نام هاکوچی، به معنای «قرقاول سفید»، آغاز می‌کند.

قاره آمریکا
- قدیمی‌ترین تاریخ تأیید شده سکونت انسان‌ها در منطقه‌ای اطراف بلوف، یوتا امروزی.

- یوکنوم چین دوم ( Yuknoom Chʼeen II ) ، حاکم کالاکمول، به دوس پیلاس حمله می‌کند و رهبر آن، باالاج چان کاویل ( Bʼalaj Chan Kʼawiil ) ، و وارث احتمالی تاج و تخت تیکال، را مجبور به پناه بردن به آگواتکا می‌کند و جنگ دوم تیکال-کالاکمول آغاز می‌شود.

- جامائیکا محل سکونت مردم اوستینو، اجداد تاینوها، است. آنها کشاورز، سفالگر و روستایی با جوامع اجتماعی پیچیده بودند. این مردم در نزدیکی ساحل زندگی می‌کردند و به طور گسترده لاک‌پشت و ماهی شکار می‌کردند.

اقیانوسیه
- طبق افسانه‌ها، مسافر اهل پلی‌نزی، اوی-ته-رانیورا ( Ui-te-Rangiora ) ، به سمت جنوب و به اقیانوس منجمد جنوبی سفر کرد و در آنجا یخ‌های شناور و کوه‌های یخی را مشاهده کرد و در نهایت نام این منطقه را ته تای-اوکا-آ-پیا ( Te tai-uka-a-pia )  گذاشت.

دین
- کلیسای سنت مارتین در کانتربری انگلستان ساخته شده است (تاریخ تقریبی).

هنر و علم
- تابلوی معبد تاماموشی ( Tamamushi Shrine ) ، که به آن "ببر گرسنه جاتاکا" می‌گویند، در دوره آسوکا (ژاپن) ساخته شده است. اکنون در گنجینه هوریو-جی (تاریخ تقریبی) نگهداری می‌شود.

## زادگان[۱]
- آناستازیا، ملکه بیزانس (تاریخ تقریبی)

- داگوبرت دوم، پادشاه اوسترازیا (تاریخ تقریبی)

- فریتوسویت، راهبه آنگلوساکسون (تاریخ تقریبی)

- جایلز، راهب فرانکی (تاریخ تقریبی)

- جریر بن عطیه، شاعر و طنزپرداز عرب (تاریخ تقریبی)

- پاپ سرجیوس اول، پاپ روم (تاریخ تقریبی)

- شن کوانچی ( Shen Quanqi ) ، شاعر و مقام رسمی چینی (تاریخ تقریبی)

- وربورگ، شاهزاده خانم آنگلوساکسون (تاریخ تقریبی)

- یائو چونگ، صدراعظم سلسله تانگ (متوفی ۷۲۱)

## درگذشتگان[۱]
- چاندراکرتی ( Chandrakirti ) ، فیلسوف مادهیاماکای هندی (تاریخ تقریبی)

- چن یوئی(Chen Yueyi)، ملکه ژو شمالی (تاریخ تقریبی)

- فرچار مک کوناید(Ferchar mac Connaid)، پادشاه دال ریات (اسکاتلند امروزی)

- فورسی، مبلغ ایرلندی (تاریخ تقریبی)

‎